# Auchenisa
Auchenisa is een geslacht van vlinders van de familie spinneruilen (Erebidae), uit de onderfamilie Catocalinae.

## Soorten
- A. alboporphyrea Pagenstecher, 1907
- A. berenice Fawcett, 1916
- A. callipona Bethune-Baker, 1911
- A. cerurodes Hampson, 1916
- A. cookei Pinhey, 1958
- A. dukei Pinhey, 1968
- A. mukim Berio, 1976
- A. nigrimacula Pinhey, 1968
- A. roseotincta Pinhey, 1962
- A. schausi Hampson, 1905
- A. senex Bethune-Baker, 1911